# 早川隆之
早川 隆之（はやかわ たかゆき、3月2日 - ）は、日本の男性声優。岐阜県出身。

## 人物
日本ナレーション演技研究所出身。以前はアイムエンタープライズに所属していた。
趣味・スポーツはカラオケ　ゴルフ。特技は将棋。
資格は保育士、普通自動車免許。
座右の銘は「なんとかなる!!」。

## 出演作品

### テレビアニメ
- 風のスティグマ（魔導師）
- ケロロ軍曹（男の子、係員）
- SHUFFLE!（男A）
- ローゼンメイデン（男子生徒、花、野球部員）

### ゲーム
- Lの季節2 invisible memories（上岡進）
- 少女義経伝・弐 〜刻を超える契り〜（藤原泰衡）

### 舞台
- 劇団大富豪第3回公演 「こまち堂漂流記」（2007年6月8日‐10日、浅草橋アドリブ小劇場）
- 劇団大富豪第七回公演「流星」（2011年8月、笹塚ファクトリー）
- パン・プランニング原石Club Vol.5「シャバダバダ！」（2011年9月、銀座みゆき館劇場）